# Pablo Aranda Ruiz
Pablo Aranda Ruiz (Málaga, 26 de abril de 1968-Ibidem., 1 de agosto de 2020) fue un escritor y columnista español.

## Biografía
Licenciado en Filología Hispánica, dio clases de lengua española en Málaga y en la Universidad de Orán (Argelia). Especializado en educación de grupos especiales, trabajó durante dos años en una casa-residencia con enfermos mentales y dos como educador de menores que cumplían medidas judiciales en régimen abierto. Fue columnista en el diario Sur y colaboró en el suplemento de viajes «El Viajero» del diario El País.
Falleció el 1 de agosto de 2020, a los cincuenta y dos años, en Málaga a causa de un cáncer gástrico.

## Premios y reconocimientos
- 2003, finalista del VII Premio Primavera
- 2003, I Premio de Novela Corta de Diario SUR.[3]
- 2006, II Premio Málaga de Novela
- 2011, II Premio de Literatura Infantil Ciudad de Málaga
- 2019, Premio Internacional de Cuento Las Dalias, por el relato Sánchez.[3]

## Obras
- La otra ciudad (finalista del VII Premio Primavera; Madrid, Espasa Calpe, 2003). 280 páginas, ISBN 84-670-1019-3
- Desprendimiento de rutina (I Premio Diario Sur de Novela Corta; Málaga, Arguval, 2003). 192 páginas, ISBN 84-95948-41-9
- El orden improbable (Madrid, Espasa Calpe, 2004). 312 páginas, ISBN 84-670-1614-0
- Ucrania (II Premio Málaga de Novela; Barcelona, Destino, 2006). 296 páginas, ISBN 84-233-3884-3
- Fede quiere ser pirata (II Premio de Literatura Infantil Ciudad de Málaga, Madrid, Anaya, 2011). 128 páginas, ISBN 978-84-667-9514-2
- Los soldados (Barcelona, El Aleph Editores, 2013). 176 páginas, ISBN  978-84-15325-76-5
- El colegio más raro del mundo (Madrid, Anaya, 2014). 184 páginas, ISBN  978-84-678-6132-7
- El protegido (Barcelona, Malpaso Ediciones, 2015). 226 páginas ISBN 978-84-15996-86-6
- De viaje por el mundo (Anaya, 2017) 98 páginas ISBN 978-84-69833-47-6
- Borrasca en los Ozores (Mitad Doble (y Ediciones del Genal), 2018) 95 páginas ISBN 978-84-17186-36-4
- La distancia  (Barcelona, Malpaso Ediciones, 2018). 224 páginas ISBN 978-84-16665-34-1
- Las gafas azules (Anaya, 2020) 160 páginas ISBN 978-84-69866-50-4
- El Mundo del revés (Barcelona, edebé, 2021) 204 páginas ISBN  978-84-683-5364-7